# IC 3223
IC 3223 ist ein inexistentes Objekt, welches der Astronom Arnold Schwassmann am 13. Februar 1900 fälschlich als IC-Objekt beschrieb.